# Neosilba pseudopendula
Neosilba pseudopendula är en tvåvingeart som först beskrevs av Korytkowski 1971.  Neosilba pseudopendula ingår i släktet Neosilba och familjen stjärtflugor.
Artens utbredningsområde är Peru. Inga underarter finns listade i Catalogue of Life.